# Дубино
Дубѝно (на италиански: Dubino, на западноломбардски: Dübìn, Дюбин) е малко градче и община в Северна Италия, провинция Сондрио, регион Ломбардия. Разположено е на 223 m надморска височина. Населението на общината е 3549 души (към 2010 г.).